# Julio Becerra Rivero
Julio Becerra Rivero (La Habana, el 15 de octubre de 1973) es un Gran Maestro Internacional de ajedrez cubano, que actualmente es ciudadano de los Estados Unidos y reside en Miami.

## Palmarés
Fue dos veces ganador del Campeonato de Cuba de ajedrez, en 1995 y 1998. En 1995 empatado con el gran maestro Juan Borges Matos, siendo subcampeón en una ocasión en 1999 por detrás de maestro internacional Rodney Pérez García. Participó representando a Cuba en tres Olimpíadas de ajedrez en 1994, 1996 y 1998.